# Шуршин, Никита Александрович
Никита Александрович Шуршин (род. 8 апреля 1993, Тула) — российский велогонщик, бронзовый призёр чемпионата Европы 2014 года, двукратный чемпион Европы среди мужчин до 23 лет 2014 год, многократный чемпион России, бронзовый призёр Кубка Мира 2015 год, участник летних Олимпийских игр в Рио 2016 год. Мастер спорта международного класса.

## Биография
Заниматься велоспортом начал в раннем детстве по примеру своего старшего брата. В 2011 году Шуршин стал серебряным и бронзовым призёром юниорских чемпионатов Европы и мира. На взрослых чемпионатах мира дебютировал в 2012 году на Чемпионате мира в Мельбурне. В спринте 18-летнему россиянину не хватило 0,009 с., чтобы пробиться в 1/16 финала соревнований. В том же году Шуршин пробился в полуфинал чемпионата Европы, но там уступил лидеру сборной Денису Дмитриеву, а затем в поединке за третье место по итогам трёх заездов уступил греку Христосу Воликакису и занял итоговое 4-е место. Дважды в 2011 году устанавливал мировой юниорский рекорд на дистанции 200 метров с ходу.
В феврале 2014 года Шуршин был близок к попаданию на подиум чемпионата мира в Кали. По итогам предварительного раунда в командном спринте сборная России заняла 4-е место и получила право побороться за бронзовую медаль. В решающем заезде россияне уступили сборной Франции 0,024 с. и остались на 4-м месте. В индивидуальном спринте Шуршин вышел в 1/8 финала, где проиграл Дмитриеву. В июле 2014 года Шуршин стал двукратным чемпионом Европы, одержав победу в индивидуальном спринте и кейрине, а в октябре в составе сборной России стал бронзовым призёром взрослого европейского чемпионата в командном спринте. На чемпионате мира 2015 года сборная России вновь стала четвёртой в командном спринте, уступив в борьбе за третье место немецким велогонщикам. В кейрине в финальном заезде занял 5-е место.
На чемпионате мира в Лондоне Шуршин выступал в кейрине (8-е место), а также в спринте (15-й результат). По итогам олимпийского рейтинга за 2014—2016 года занял 4-е место в кейрине, завоевав для сборной России лицензию на летние Олимпийские игры 2016 года в Рио-де-Жанейро.